# نادي الشهداء (العراق)
نادي الشهداء الرياضي هو فريق كرة قدم عراقي مقره في واسط، يلعب في الدوري العراقي الدرجة الثالثة.

## روابط خارجية
- أندية العراق - تواريخ التأسيس